# Happy (chanson de Pharrell Williams)
Pour les articles homonymes, voir Happy.
Singles de Pharrell Williams
Lose Yourself to Dance
(2013) Marilyn Monroe
(2014)
Happy est une chanson écrite, produite et chantée par Pharrell Williams pour la bande originale du film Moi, moche et méchant 2. C'est également le 1er single extrait de  son second album studio solo Girl.
En France, avec 22 semaines passées à la première place, Happy est la chanson restée la plus longtemps numéro un des ventes depuis la création du Top 50, et également le titre resté le plus longtemps dans le top 10 (37 semaines).

## Clip
Trois jours après la sortie de son single le 21 novembre 2013, un clip vidéo de 24 heures est réalisé par We are from L.A. et présenté sur le site 24hoursofhappy.com. Ce clip répète la chanson « Happy » pendant 24 heures en mettant en scène une variété de personnes mimant et dansant la chanson dans la ville de Los Angeles aux États-Unis. Pharrell Williams apparaît à son tour 24 fois dans le clip (une fois toutes les heures). De nombreuses personnalités font également leur apparition : Odd Future, Steve Carell, Jamie Foxx et sa fille Corinne, Ana Ortiz, Miranda Cosgrove, JoJo, Kelly Osbourne, Magic Johnson, Sergio Mendes, Jimmy Kimmel, etc. Une version courte est ensuite montée et diffusée sur YouTube. Le clip vidéo atteint très rapidement le milliard de vues sur YouTube quelques mois plus tard.
Le clip rencontre un succès planétaire. Quelques jours après sa sortie les artistes Ta-Ra et Rohân Houssein décident de produire avec leurs amis un remake de la vidéo à Paris, incitant le public à suivre le mouvement avec la mention « Where are you Happy? » à la fin du clip. Ce remake est immédiatement partagé sur les réseaux sociaux par We are from L.A. Pharrell Williams tweete alors « France is getting happy! ». Un ensemble de villes provenant du monde entier - dont Bari en Italie - décide alors de réaliser à leur tour une reprise du clip court présentant les habitants, monuments et coutumes de leur ville. Ces clips sont recensés sur le site www.wearehappyfrom.fr créé par un couple français (Julie Fersing et Loïc Fontaine). En 2014, une rétrospective de l'année produite par Facebook, et partagée par Mark Zuckerberg, reprend les images de ces différents remakes. 
En avril 2014, 1950 vidéos sont recensées dans le monde dont plus de 200 en France.
Happy est nommé dans les catégories « Clip de l'année » et « Chanson internationale de l'année » aux NRJ Music Awards 2014, ce qui permet à Pharrell Williams d'obtenir le prix de l'Artiste Masculin International de l'année.

## Classements
| Classements (2013–14)                   | Meilleure position |
| --------------------------------------- | ------------------ |
| Allemagne (Media Control AG)            | 1                  |
| Australie (ARIA)                        | 1                  |
| Autriche (Ö3 Austria Top 40)            | 1                  |
| Belgique (Flandre Ultratop 50 Airplay)  | 1                  |
| Belgique (Flandre Ultratop 50 Singles)  | 1                  |
| Belgique (Flandre Ultratop R&B/Hip-Hop) | 1                  |
| Belgique (Wallonie Ultratop 50 Airplay) | 1                  |
| Belgique (Wallonie Ultratop 50 Singles) | 1                  |
| Canada (Hot 100)                        | 1                  |
| Danemark (Tracklisten)                  | 1                  |
| Espagne (PROMUSICAE)                    | 1                  |
| États-Unis (Hot 100)                    | 1                  |
| États-Unis (R&B/Hip-Hop Songs)          | 1                  |
| États-Unis (Dance Club Songs)           | 1                  |
| États-Unis (Adult Contemporary)         | 1                  |
| Finlande (Suomen virallinen lista)      | 7                  |
| France (SNEP)                           | 1                  |
| Hongrie (Rádiós Top 40)                 | 1                  |
| Irlande (IRMA)                          | 1                  |
| Italie (FIMI)                           | 1                  |
| Norvège (VG-lista)                      | 1                  |
| Nouvelle-Zélande (RMNZ)                 | 1                  |
| Pays-Bas (Single Top 100)               | 1                  |
| Royaume-Uni (UK Singles Chart)          | 1                  |
| Suède (Sverigetopplistan)               | 3                  |
| Suisse (Schweizer Hitparade)            | 1                  |

## Certifications
| Pays     | Certification |
| -------- | ------------- |
| Belgique | Or            |
| France   | Diamant       |